# هشام الصيفي
هشام الصيفي (مواليد 27 فبراير 1987 في الوسلاتية)، لاعب كرة قدم تونسي دولي سابق يجيد اللعب في خط الهجوم.

## روابط خارجية
- هشام الصيفي على موقع الاتحاد الدولي (مؤرشف)  (الإنجليزية)
- هشام الصيفي على موقع قاعدة بيانات كرة القدم.إي يو (الإنجليزية)
- هشام الصيفي على موقع ناشيونال فوتبول تيمز (الإنجليزية)
- هشام الصيفي على موقع كووورة